# Willian (football)
Pour les articles homonymes, voir Willian.
Willian Borges da Silva, plus connu en tant que Willian, né le 9 août 1988 à Ribeirão Pires au Brésil, est un footballeur international brésilien évoluant au poste d'ailier droit ou de milieu offensif au Fulham FC.

## Biographie
Willian Borges da Silva est le fils unique de Severino da Silva et Maria da Silva. 
Son pied fort est le droit et il joue le plus souvent comme ailier droit ou gauche. Parfois, il endosse le rôle de milieu de terrain offensif.
Lors d'un match local contre les Corinthians à l'âge de 9 ans, il impressionne le célèbre club brésilien qui décide immédiatement de le recruter. Après avoir passé huit ans dans la formation des jeunes, Willian fait sa première apparition en équipe senior contre Fluminense dans la Série brésilienne en novembre 2006.

### Carrière en club

#### Corinthians (2006-2007)
Âgé de 19 ans et avec seulement 15 matchs en première division brésilienne, Willian est déjà convoité par toute l'Europe du football. Le 2 août 2007, il inscrit 2 buts contre l'Atlético-Paranaense.

#### FC Shakhtar Donetsk (2007-2013)
En 2007, il rejoint le club ukrainien du Chakhtar Donetsk. Le montant du transfert est de 14 millions d'euros.
Ce transfert a été officiellement finalisé le 23 août 2007 et signé un contrat de cinq ans. Il a fait ses débuts pour le club le 25 septembre 2007 lors d'un match contre Tchornomorets Odessa et a marqué son premier but pour le club le 31 octobre lors d'une victoire 4 à 1 sur Arsenal Kiev en Coupe d'Ukraine.
Willian a eu sa première expérience de football en Ligue des Champions lors d'une défaite 3-0 contre l'AC Milan, un géant de la Serie A. Il a marqué un but en 28 apparitions dans toutes les compétitions pour remporter le championnat et la Coupe d'Ukraine à sa première saison.
La saison suivante, il remporte la Coupe UEFA face au Werder Brême (2-1).
Il est défait 1-0 face au FC Barcelone, dans la Supercoupe de l'UEFA au début de la saison 2009-10. Le meneur de jeu a inscrit son premier but en Ligue Europa avec une victoire 4 à 1 sur le club belge du Club de Bruges. Le Shakhtar a de nouveau remporté le titre de championnat ukrainien, mais n'a pas réussi en Europe.
Lors de son avant-dernière saison il remporte un troisième titre consécutif en championnat ukrainien.
Au cours de son séjour de six ans au club, il a inscrit 37 buts et 63 passes en 221 matchs en remportant douze trophées.

#### FK Anji Makhachkala (2013)
Le 1er février 2013, Willian rejoint l'Anji Makhatchkala pour un montant de 35 millions d'euros. 
Il quitte le club au mois d'août, victime du dégraissage engagé par le club russe, au même titre que d'autres joueurs tels que Samuel Eto'o ou Lassana Diarra.

#### Chelsea FC (2013-2020)

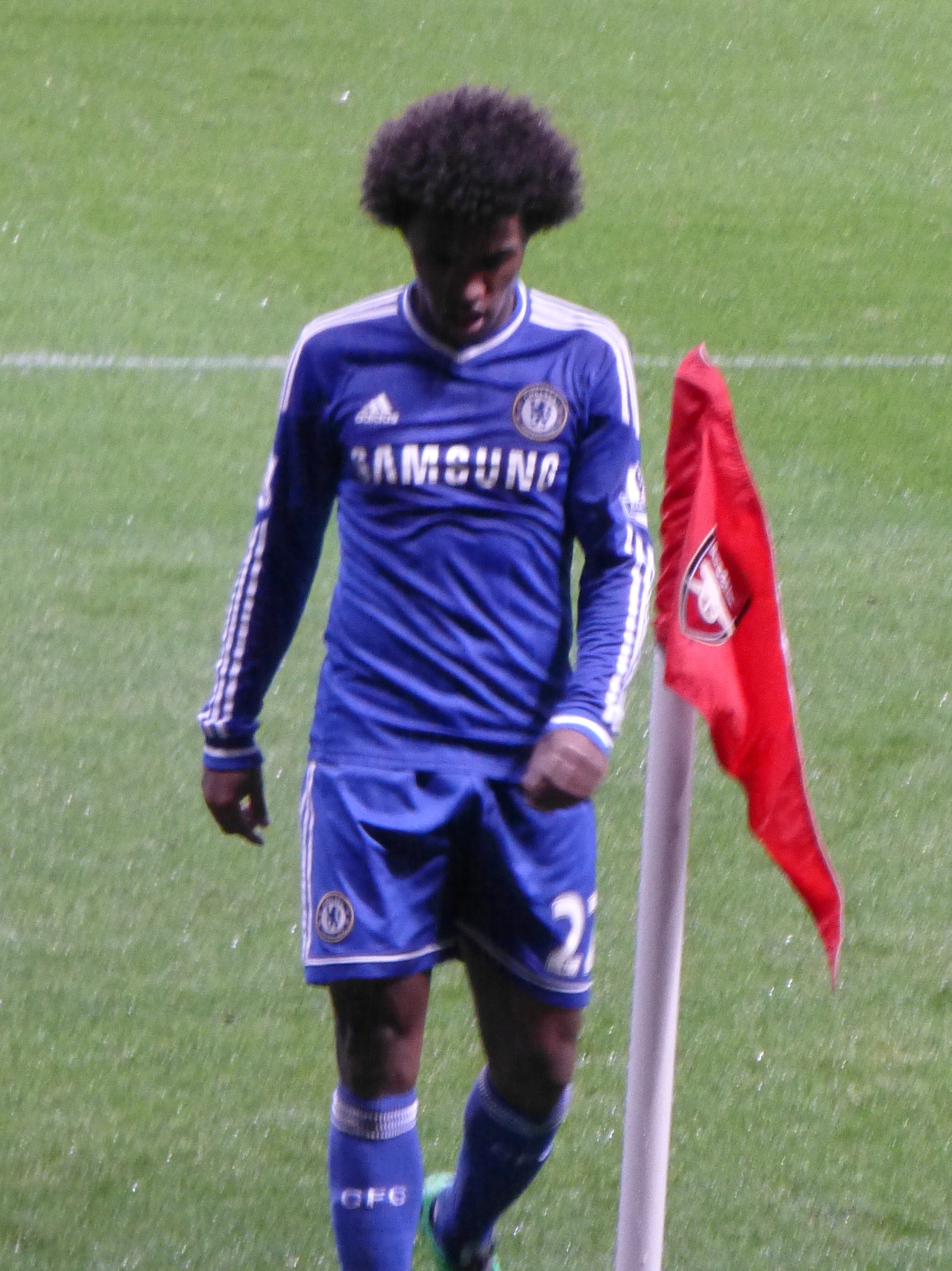
Willian, sous le maillot de Chelsea, en 2013.

Le 28 août 2013, Willian est transféré au club anglais de Chelsea FC pour un montant de 35 millions d'euros.
Il y jouera 7 saisons, disputant plus de 300 matches et inscrivant de nombreuses lignes à son palmarès

#### Arsenal FC (2020-2021)
Le 14 août 2020, il s’engage librement pour Arsenal FC jusqu’en 2023.
Le 31 août 2021, un an après avoir signé son contrat, il est libéré par le club à l'amiable.

#### Corinthians (2021-2022)
Willian signe un contrat de deux ans en août 2021 et fait son retour dans son club formateur. Le contrat avec son club formateur a été résilié depuis le 12 août 2022 à la suite de menaces constantes à lui et à sa famille.

#### Olympiakós (2024)
Le 2 septembre 2024, Willian a signé un contrat avec le club grec Olympiakós. Le 30 décembre 2024, il a quitté le club.

### Équipe du Brésil
Willian  est sélectionné avec l'équipe du Brésil des moins de 20 ans en janvier 2007 contre le Chili. Il dispute la Coupe du monde de football des moins de 20 ans 2007 et remporte le Championnat de la CONMEBOL de football des moins de 20 ans 2007 contre le Chili. 
Willian fait ses débuts avec l'équipe A du Brésil le 10 novembre 2011, lors d'un match amical contre le Gabon.
Il marque son premier but en sélection en novembre 2013 contre le Honduras.
Il est sélectionné pour la Coupe du monde 2014, au Brésil, où son équipe termine à la quatrième place.
Willian est nommé capitaine du Brésil lors d'un match amical contre le Japon (3-1) en novembre 2017.
Non retenu pour la Copa América 2019, il est finalement sélectionné après le forfait de Neymar. Le Brésil remporte la compétition face au Pérou (3-1).

## Vie privée
Il est marié avec sa petite amie, Vanessa Martins. Après avoir été en couple pendant quatre ans, le couple s’est uni le 29 avril entouré de leurs amis et leurs parents au Brésil. Le couple a deux filles jumelles, Valentina Willian et Manuella Willian. 
En ce qui concerne ses propriétés , il possède un hôtel particulier à Sao Paulo, au Brésil, d’une valeur de 2,3 millions de dollars. Outre ses revenus du football, son autre source de revenus provient de ses contrats avec la boisson non alcoolisée Guarana Antarctica. Il gagne 3,2 millions de dollars par an grâce à son accord.

## Statistiques détaillées

### En club
| Saison                | Club                  | Championnat           | Championnat | Championnat | Championnat | Coupe(s) nationale(s) | Coupe(s) nationale(s) | Coupe(s) nationale(s) | Supercoupe | Supercoupe | Supercoupe | Compétition(s) continentale(s) | Compétition(s) continentale(s) | Compétition(s) continentale(s) | Compétition(s) continentale(s) | Ligue régional | Ligue régional | Ligue régional | Supercoupe UEFA | Supercoupe UEFA | Supercoupe UEFA | Total | Total | Total |
| Saison                | Club                  | Division              | M.          | B.          | P.d.        | M.                    | B.                    | P.d.                  | M.         | B.         | P.d.       | Comp.                          | M.                             | B.                             | P.d.                           | M.             | B.             | P.d.           | M.              | B.              | P.d.            | M.    | B.    | P.d.  |
| 2006                  | SC Corinthians        | Série A               | 5           | 0           | 0           | -                     | -                     | -                     | -          | -          | -          | -                              | -                              | -                              | -                              | 3              | 0              | 0              | -               | -               | -               | 8     | 0     | 0     |
| 2007                  | SC Corinthians        | Série A               | 15          | 2           | 2           | 4                     | 0                     | 0                     | -          | -          | -          | -                              | -                              | -                              | -                              | 14             | 0              | 0              | -               | -               | -               | 33    | 2     | 2     |
| Sous-total            | Sous-total            | Sous-total            | 20          | 2           | 2           | 4                     | 0                     | 0                     | -          | -          | -          | -                              | -                              | -                              | -                              | 17             | 0              | 0              | -               | -               | -               | 41    | 2     | 2     |
| 2007-2008             | Chakhtar Donetsk      | Premier-liha          | 20          | 0           | 1           | 6                     | 1                     | 1                     | -          | -          | -          | C1                             | 2                              | 0                              | 0                              | -              | -              | -              | -               | -               | -               | 28    | 1     | 2     |
| 2008-2009             | Chakhtar Donetsk      | Premier-liha          | 29          | 5           | 5           | 5                     | 1                     | 2                     | 1          | 0          | 0          | C1+C3                          | 8+9                            | 2+0                            | 2+3                            | -              | -              | -              | -               | -               | -               | 52    | 8     | 12    |
| 2009-2010             | Chakhtar Donetsk      | Premier-liha          | 22          | 5           | 5           | 4                     | 1                     | 0                     | -          | -          | -          | C1+C3                          | 2+10                           | 0+1                            | 0+2                            | -              | -              | -              | 1               | 0               | 0               | 39    | 7     | 7     |
| 2010-2011             | Chakhtar Donetsk      | Premier-liha          | 28          | 3           | 10          | 4                     | 2                     | 0                     | 1          | 1          | 0          | C1                             | 10                             | 2                              | 1                              | -              | -              | -              | -               | -               | -               | 43    | 8     | 11    |
| 2011-2012             | Chakhtar Donetsk      | Premier-liha          | 27          | 5           | 16          | 3                     | 0                     | 0                     | 1          | 0          | 0          | C1                             | 6                              | 1                              | 0                              | -              | -              | -              | -               | -               | -               | 37    | 6     | 16    |
| 2012-2013             | Chakhtar Donetsk      | Premier-liha          | 14          | 2           | 6           | 2                     | 1                     | 3                     | -          | -          | -          | C1                             | 6                              | 4                              | 2                              | -              | -              | -              | -               | -               | -               | 22    | 7     | 11    |
| Sous-total            | Sous-total            | Sous-total            | 140         | 20          | 43          | 24                    | 6                     | 6                     | 3          | 1          | 0          | -                              | 53                             | 10                             | 10                             | -              | -              | -              | 1               | 0               | 0               | 221   | 37    | 59    |
| 2012-2013             | FK Anji Makhatchkala  | Premier-Liga          | 7           | 1           | 1           | 3                     | 0                     | 1                     | -          | -          | -          | C3                             | 3                              | 0                              | 1                              | -              | -              | -              | -               | -               | -               | 13    | 1     | 3     |
| 2013-2014             | FK Anji Makhatchkala  | Premier-Liga          | 4           | 0           | 2           | -                     | -                     | -                     | -          | -          | -          | -                              | -                              | -                              | -                              | -              | -              | -              | -               | -               | -               | 4     | 0     | 2     |
| Sous-total            | Sous-total            | Sous-total            | 11          | 1           | 3           | 3                     | 0                     | 1                     | -          | -          | -          | -                              | 3                              | 0                              | 1                              | -              | -              | -              | -               | -               | -               | 17    | 1     | 5     |
| 2013-2014             | Chelsea FC            | Premier League        | 25          | 4           | 2           | 6                     | 0                     | 3                     | -          | -          | -          | C1                             | 11                             | 0                              | 2                              | -              | -              | -              | -               | -               | -               | 42    | 4     | 7     |
| 2014-2015             | Chelsea FC            | Premier League        | 36          | 2           | 3           | 6                     | 1                     | 1                     | -          | -          | -          | C1                             | 7                              | 1                              | 1                              | -              | -              | -              | -               | -               | -               | 49    | 4     | 5     |
| 2015-2016             | Chelsea FC            | Premier League        | 35          | 5           | 6           | 5                     | 1                     | 0                     | 1          | 0          | 0          | C1                             | 8                              | 5                              | 1                              | -              | -              | -              | -               | -               | -               | 49    | 11    | 7     |
| 2016-2017             | Chelsea FC            | Premier League        | 34          | 8           | 2           | 7                     | 4                     | 3                     | -          | -          | -          | -                              | -                              | -                              | -                              | -              | -              | -              | -               | -               | -               | 41    | 12    | 5     |
| 2017-2018             | Chelsea FC            | Premier League        | 36          | 6           | 8           | 10                    | 4                     | 1                     | 1          | 0          | 0          | C1                             | 8                              | 3                              | 1                              | -              | -              | -              | -               | -               | -               | 55    | 13    | 10    |
| 2018-2019             | Chelsea FC            | Premier League        | 32          | 3           | 7           | 8                     | 2                     | 0                     | 1          | 0          | 0          | C3                             | 15                             | 3                              | 7                              | -              | -              | -              | -               | -               | -               | 56    | 8     | 14    |
| 2019-2020             | Chelsea FC            | Premier League        | 36          | 9           | 7           | 4                     | 1                     | 1                     | -          | -          | -          | C1                             | 7                              | 1                              | 1                              | -              | -              | -              | -               | -               | -               | 47    | 11    | 9     |
| Sous-total            | Sous-total            | Sous-total            | 234         | 37          | 35          | 46                    | 13                    | 9                     | 3          | 0          | 0          | -                              | 56                             | 13                             | 13                             | -              | -              | -              | -               | -               | -               | 339   | 63    | 57    |
| 2020-2021             | Arsenal FC            | Premier League        | 25          | 1           | 5           | 3                     | 0                     | 0                     | -          | -          | -          | C3                             | 9                              | 0                              | 0                              | -              | -              | -              | -               | -               | -               | 37    | 1     | 5     |
| 2021                  | SC Corinthians        | Série A               | 9           | 0           | 2           | 2                     | 0                     | 0                     | -          | -          | -          | -                              | -                              | -                              | -                              | -              | -              | -              | -               | -               | -               | 11    | 0     | 2     |
| 2022                  | SC Corinthians        | Série A               | 26          | 1           | 3           | -                     | -                     | -                     | -          | -          | -          | CL                             | 8                              | 0                              | 2                              | -              | -              | -              | -               | -               | -               | 34    | 1     | 5     |
| Sous-total            | Sous-total            | Sous-total            | 35          | 1           | 5           | 2                     | 0                     | 0                     | -          | -          | -          | -                              | 8                              | 0                              | 2                              | -              | -              | -              | -               | -               | -               | 45    | 1     | 7     |
| 2022-2023             | Fulham FC             | Premier League        | 27          | 5           | 5           | 3                     | 0                     | 0                     | -          | -          | -          | -                              | -                              | -                              | -                              | -              | -              | -              | -               | -               | -               | 30    | 5     | 5     |
| 2023-2024             | Fulham FC             | Premier League        | 31          | 4           | 2           | 6                     | 1                     | 0                     | -          | -          | -          | -                              | -                              | -                              | -                              | -              | -              | -              | -               | -               | -               | 37    | 5     | 2     |
| 2024-2025             | Fulham FC             | Premier League        | 6           | 0           | 0           | 2                     | 0                     | 0                     | -          | -          | -          | -                              | -                              | -                              | -                              | -              | -              | -              | -               | -               | -               | 8     | 0     | 0     |
| Sous-total            | Sous-total            | Sous-total            | 64          | 9           | 6           | 11                    | 1                     | 0                     | -          | -          | -          | -                              | 0                              | 0                              | 0                              | -              | -              | -              | -               | -               | -               | 75    | 10    | 6     |
| 2024-2025             | Olympiakos FC         | Hèllàs Premier League | 6           | 0           | 1           | 1                     | 0                     | 0                     | -          | -          | -          | C3                             | 4                              | 0                              | 0                              | -              | -              | -              | -               | -               | -               | 11    | 0     | 1     |
| Total sur la carrière | Total sur la carrière | Total sur la carrière | 535         | 70          | 100         | 94                    | 20                    | 16                    | 6          | 1          | 0          | -                              | 133                            | 23                             | 26                             | 17             | 0              | 0              | 1               | 0               | 0               | 786   | 114   | 142   |

## Palmarès

### En club

#### Chakhtar Donetsk
- Champion d'Ukraine en 2008, 2010, 2011 et 2012
- Vainqueur de la Coupe d'Ukraine en  2008, 2011 et 2012
- Vainqueur de la Supercoupe d'Ukraine en 2008, 2010 et 2012
- Vainqueur de la Coupe de l'UEFA en 2009
- Finaliste de la Coupe d'Ukraine en 2009
- Finaliste de la  Supercoupe d'Ukraine en 2011
- Finaliste de la Supercoupe d'Europe en 2009

 Chelsea FC
- Champion d'Angleterre en 2015 et 2017
- Vainqueur de la Coupe d'Angleterre en 2018
- Vainqueur de la Coupe de la Ligue anglaise en 2015
- Vainqueur de la Ligue Europa en 2019
- Finaliste de la Coupe d'Angleterre en 2017 et 2020
- Finaliste de la Coupe de la Ligue anglaise en 2019
- Finaliste du Community Shield en 2015, 2017 et 2018
- Finaliste de la Supercoupe d'Europe en 2019

### En sélection
- Brésil - 20 ans :
  - Champion d'Amérique du Sud des moins de 20 ans en 2007
- Brésil :
  - Vainqueur de la Copa América en 2019
  - Vainqueur de la Superclásico de las Américas en 2014
  - Quatrième de la Coupe du monde en 2014

### Distinctions personnelles
- Meilleur joueur du championnat d'Ukraine en 2010-2011
- Joueur de l'année du Chelsea FC en 2016
- Joueur de l'année des joueurs du Chelsea FC en 2016 et 2018
- Plus beau but du mois de Premier League en janvier 2018
- Plus beau but de la saison du Chelsea FC en 2018
- Meilleur passeur de la Ligue Europa en 2019
- Nommé dans l'équipe-type de la phase de groupe de la Ligue des Champions en 2015-2016